# ألفونس كيمبر
ألفونس كيمبر (مواليد 1958) هو عالم حاسوب ألماني وأستاذ كامل في نظم قواعد البيانات في جامعة ميونخ التقنية.
درس كيمبر علوم الحاسوب في جامعة دورتموند التقنية من عام 1977 إلى عام 1981 (الفورديبلوم) وفي جامعة جنوب كاليفورنيا في لوس أنجلوس (الماجستير في علوم الحاسوب) وأكمل درجة الدكتوراه في عام 1984 تحت إشراف إليس هورويتز. من عام 1984 إلى عام 1991 عمل مع بيتر لوكيمان في جامعة كارلسروه وحصل على درجة الدكتوراه العالية هناك. في عام 1991 أصبح أستاذًا مشاركًا في كرسي علوم الحاسوب الثالثة في جامعة RWTH أخن، وبعد عامين انضم إلى جامعة باساو كأستاذ كامل. هناك، كان كيمبر عميدًا لكلية الرياضيات وعلوم الحاسوب من أكتوبر 2001 إلى أكتوبر 2003. منذ عام 2004، يقود مجموعة قواعد البيانات في جامعة تقنية ميونخ كخليفة لرودولف باير. تشارك المجموعة في برنامج الدراسة النخبوي البافاري في هندسة البرمجيات. كان كيمبر عميدًا لكلية علوم الحاسوب من فصل الشتاء 2006 إلى فصل الصيف 2010، وسيكون رئيسًا لعلوم الحاسوب في المدرسة المحدثة للحوسبة والمعلومات والتكنولوجيا اعتبارًا من أكتوبر 2022. من نوفمبر 2010 إلى مارس 2017، كان كيمبر المتحدث الرسمي لقسم أنظمة قواعد البيانات في الجمعية الألمانية للحوسبة (GI) وتم تعيينه زميلًا في الجمعية في عام 2015.
لفترة من الوقت، كانت بحوث كمبر تركز على قواعد البيانات الموجهة نحو الكائنات. في الوقت نفسه، يتمحور اهتمام بحوثه حول أنظمة قواعد البيانات في الذاكرة الرئيسية. بالتعاون مع توماس نويمان، صمم نظام قاعدة بيانات الذاكرة الرئيسية HyPer، الذي تم بيعه لشركة تابلو سوفتوير في عام 2016، وهو يعمل على نظام امبريا الخاص بالخليفة له.

## جوائز
جائزة الورقة المؤثرة لعام 2021 ICDE
2022 زميل جمعية للآلات البرمجية
1. 1 2   https://www.acm.org/media-center/2023/january/fellows-2022. اطلع عليه بتاريخ 2024-06-24. {{استشهاد ويب}}: |url= بحاجة لعنوان (مساعدة) والوسيط |title= غير موجود أو فارغ (من ويكي بيانات) (مساعدة)